# هيدأكي أوكوبو
هيدأكي أوكوبو (باليابانية: 大久保秀昭؛ بالكانا: おおくぼ ひであき) هو لاعب كرة قاعدة ياباني، ولد في 3 يوليو 1969 في كيوكاوا ‏ في اليابان.

## وصلات خارجية
- هيدأكي أوكوبو على موقع الدوري الياباني لكرة القاعدة (الإنجليزية)
- هيدأكي أوكوبو على موقعبيزبول رفرنس.كوم (الدوري الثانوي) (الإنجليزية)
- هيدأكي أوكوبو على موقع اللجنة الأولمبية الدولية (الإنجليزية)
- هيدأكي أوكوبو على موقع أوليمبيديا (الإنجليزية)